# Viols durant les guerres civiles en république démocratique du Congo
 (5 octobre 2024).

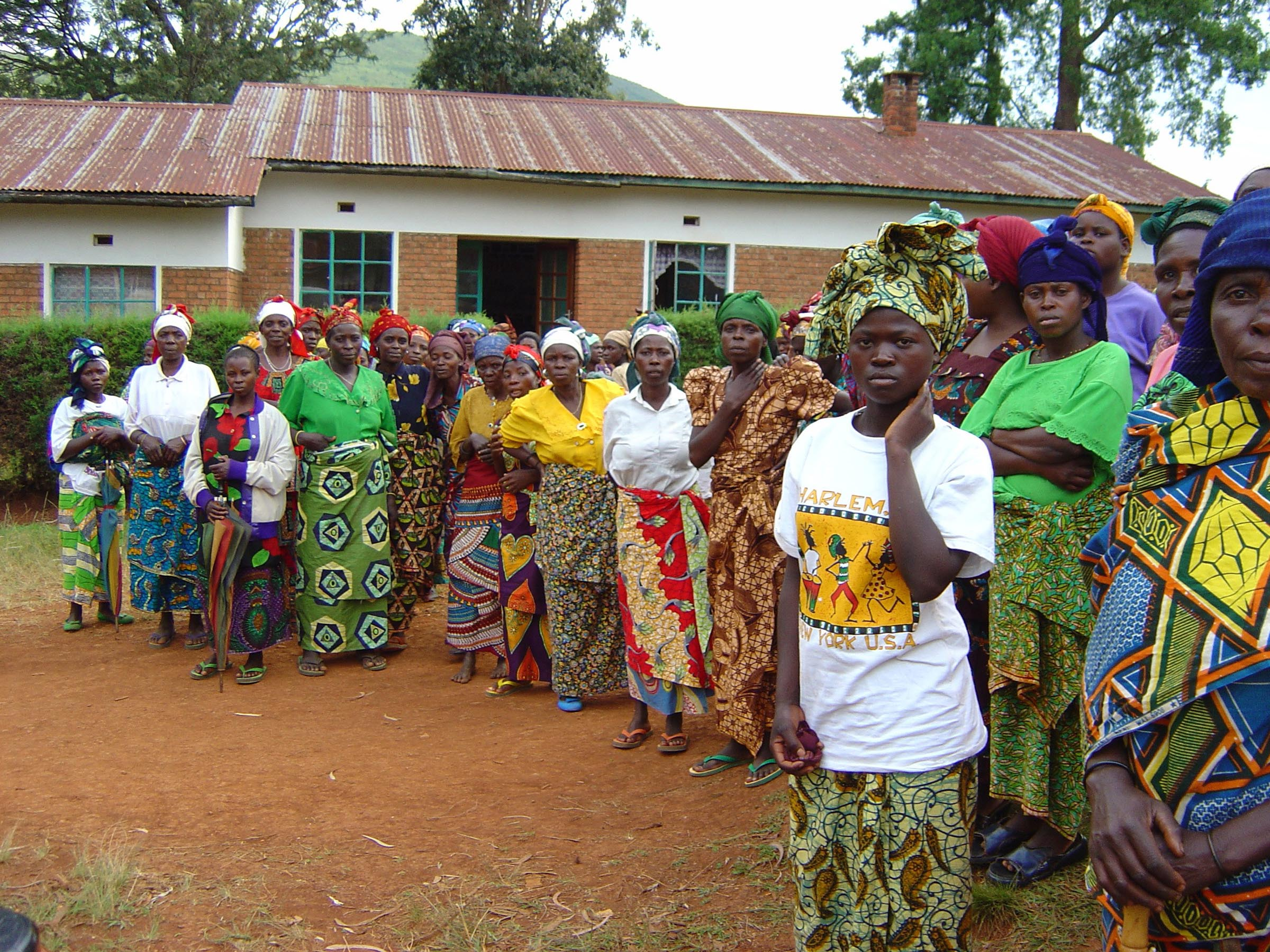
Rassemblement de femmes victimes de viols de guerre en RDC en 2001.

Les viols durant les guerres civiles au Congo sont des violences sexuelles perpétrées depuis 1996 en république démocratique du Congo (RDC), dans un premier temps lors des première et deuxième guerre du Congo (1996-2003), et qui se poursuivent depuis lors, au cours des différents conflits armés qui opposent le gouvernement de la RDC à des milices locales dans l'est du pays, plus particulièrement dans le Nord-Kivu, le Sud-Kivu, et l'Ituri.
De 1996 à 2003, lors de la première et deuxième guerre du Congo, toutes les parties armées ont mené une politique de viol génocidaire, avec pour objectif principal la destruction totale des communautés et des familles,. La violence dirigée contre les femmes et exercée à leur égard est telle que Human Rights Watch (HRW) l'a décrite comme « une guerre dans la guerre »,.
Des viols et des mutilations ont été perpétrés sur des femmes âgées de cinq ans à quatre-vingts ans. Certaines ont été violées et leurs familles forcées de regarder. En 2008, les Nations unies (ONU) ont estimé que près de 200 000 femmes avaient souffert d'une forme de violence sexuelle. La brutalité des viols a causé des problèmes sociaux, familiaux et psychologiques et de santé à long terme. Des cas de viols de nourrissons âgés d'un an ont été signalés, ainsi que de femmes nonagénaires. Médecins Sans Frontières (MSF) a rapporté que plus de 50 pour cent des survivantes pensaient que le recours au viol était une tactique délibérée utilisée pour l'extermination du peuple congolais.
Bien que les femmes ont été les principales victimes de violences sexuelles, les hommes et les garçons sont également agressés sexuellement. En 2009, plusieurs organisations non gouvernementales, dont HRW et Amnesty International (AI), ont signalé que le viol des hommes en RDC était systématique et en augmentation. La majorité des viols ont été perpétrés par des milices telles que l'Armée de résistance du Seigneur, les Forces démocratiques de libération du Rwanda(FDLR), les milices Maï-Maï et le Congrès national pour la défense du peuple (CNDP). Depuis 2009, les viols, meurtres et violations des droits humains perpétrés par les Forces armées de la république démocratique du Congo (FARDC) se sont multipliés.
HRW a rapporté qu'en mars 2013, le conflit civil avait repris lorsque la milice, le Mouvement du 23 Mars (M23), avait repris les hostilités après un cessez-le-feu.[Passage à actualiser]

## Le viol comme stratégie de génocide

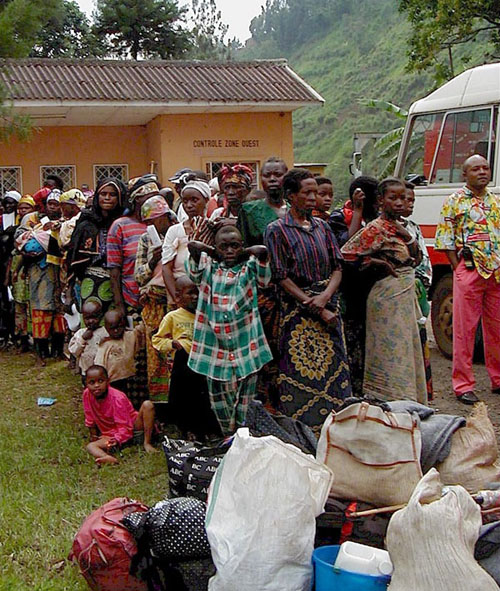
« Photo : USAID/Leah Werchick ; les victimes de viol qui ont été réintégrées avec succès dans leurs communautés se rassemblent dans une « hutte de la paix » près de Walungu, au Sud-Kivu en RDC.

Selon Amnesty International, le recours au viol en temps de guerre n'est pas un sous-produit des conflits, mais une stratégie militaire planifiée et délibérée. Au cours du dernier quart de siècle, la majorité des conflits sont passés de guerres entre États-nations à des guerres civiles communautaires et intra-étatiques. Au cours de ces conflits, l'utilisation du viol comme arme contre la population civile par des acteurs étatiques et non étatiques est devenue plus fréquente. Des journalistes et des organisations de défense des droits humains ont documenté des campagnes de viols génocidaires lors des conflits dans les Balkans, en Sierra Leone, au Rwanda, au Libéria, au Soudan, en Ouganda et en république démocratique du Congo.
Le but stratégique de ces viols de masse est double. Le premier est d'instiller la terreur parmi la population civile, avec l'intention de la forcer à l'éloigner de ses biens. Le second est de diminuer les chances d'un éventuel retour en infligeant humiliation et honte à la population ciblée. Le viol en tant que génocide est bien adapté aux campagnes qui impliquent le nettoyage ethnique et le génocide, car l'objectif est de détruire ou de déplacer de force la population cible et de s'assurer qu'elle ne revienne pas.
En RDC, le viol génocidaire était axé sur la destruction de la famille et des communautés. Un entretien avec une survivante a fait état de viol collectif, de cannibalisme forcé d'un fœtus prélevé sur une femme éviscérée et de meurtre d'enfant.

## Estimations des victimes
En 2006, Jean-Marie Guéhenno a signalé à l'ONU qu'au cours des six mois précédents, 12 000 femmes et filles avaient été violées. En 2009, on estimait qu'il y avait 1 100 viols par mois, 72 % des survivantes déclarant avoir été torturées lors de leurs agressions. En 2011, on a estimé qu'il y avait eu jusqu'à 400 000 viols. En 2013, HRW a signalé que le mouvement du 23 mars (M23) avait tué 44 civils et violé au moins 61 femmes et filles près de la ville de Goma.
Un article de l'American Journal of Public Health a estimé à deux millions le nombre de victimes de viol en 2011. Selon les statistiques de victimes de viol présentées à Shelly Whitman lors d'une visite à l'hôpital Panzi de Bukavu en 2010, 66 filles de moins de trois et 50 femmes de plus de 65 ans avaient été admises à l'hôpital pour un traitement en raison de violences sexuelles entre janvier et juillet 2010. Les statistiques fournies par les centres de santé locaux montrent que 13 % de tous les survivantes avaient moins de quatorze ans.. L'agent de HRW en RDC, Anneke Van Woudenberg, a déclaré à propos de l'utilisation généralisée du viol qu'il « est devenu une caractéristique déterminante » du conflit.

## Conséquences

### Première et deuxième guerre du Congo
HRW rapporte que des femmes et filles âgées de cinq à quatre-vingts ans ont été agressées avec une brutalité exceptionnelle, avec des couteaux et des lames de rasoir utilisés pour mutiler le vagin. Des familles ont été forcées de regarder des femmes subir des agressions sexuelles.
Les survivantes des attaques ont signalé des problèmes de santé majeurs à la suite des viols. 87 % ont signalé des pertes vaginales et 79 % ont signalé des douleurs abdominales basses. Les fistules étaient monnaie courante chez les survivantes, 41 pour cent ont signalé l'écoulement de matières fécales et urinaires du vagin.
Les traumatismes psychologiques comprennent les cauchemars et l'insomnie, 77 % déclarant en avoir souffert. 91 % des survivantes ont déclaré vivre dans la peur et avoir honte des agressions. Au centre de santé Saint Paul à Uvira, dans un examen des dossiers médicaux de 658 survivants, neuf pour cent comptaient de cas de personnes testées positives pour le VIH. Les autres infections sexuelles étaient la syphilis, avec 13 % d'infections, et 31 % supplémentaires étaient infectées par la gonorrhée. Peu de victimes recherchent des soins médicaux, en raison des coûts associés aux soins de santé, et aussi du fait que s'il devenait publiquement connu qu'elles ont été violées, ces survivantes seraient alors socialement stigmatisées.
Dans un rapport, MSF indique que plus de 50 % des survivantes affirment avoir été agressées alors qu'elles travaillaient dans les champs. Ces agressions sont le plus souvent menées par des groupes d'hommes armés, les femmes sont battues puis violées et laissées gisant au sol. D'autres ont déclaré avoir été agressées lors de raids sur leurs villages et un grand nombre de femmes ont déclaré avoir été violées dans les sous-bois où elles étaient allées se cacher lorsqu'elles ont fui leurs maisons.
Interrogées sur leurs opinions quant à la motivation derrière les violences sexuelles, 83 % ont estimé que le manque d'organisation, de formation et le manque de discipline avaient joué un rôle. 57 % pensaient que la violence sexuelle était utilisée comme une tactique d'extermination délibérée du peuple congolais, d'après les déclarations des témoins, MSF est arrivé à la conclusion que « la violence sexuelle a été clairement liée à la stratégie militaire des parties belligérantes et s'est produit de manière si systématique qu'il est faux de le considérer comme un effet secondaire de la guerre ».

## Procès pour crimes de guerre

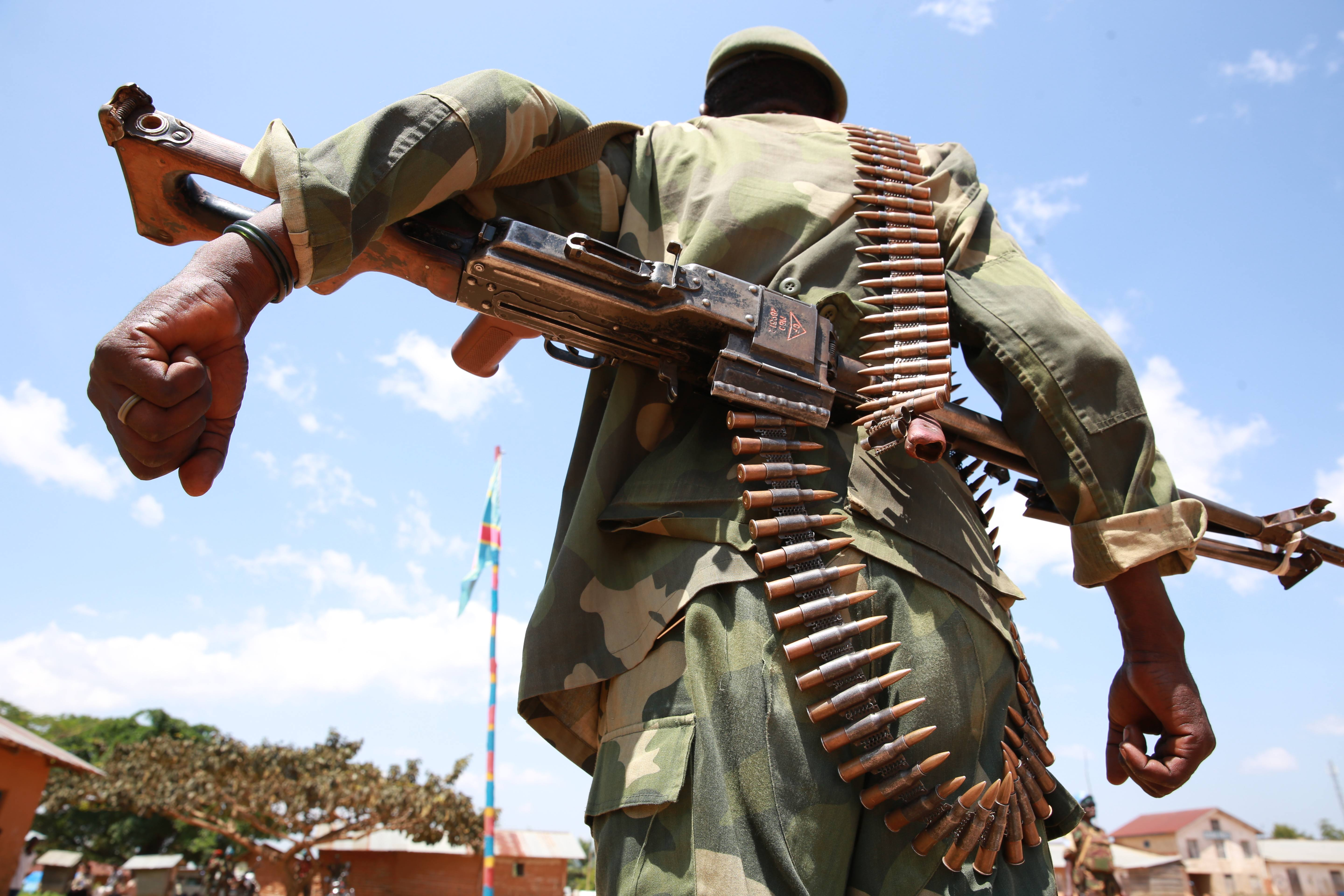
Soldat des FARDC

### Viols de Minova par les forces régulières (2012)
En décembre 2013, en grande partie suite à des pressions internationales, s'est tenu un procès collectif de 39 soldats des Forces armées de la république démocratique du Congo (FARDC). Les soldats ont été accusés d'avoir violé 102 femmes et 33 filles, entre le 20 et le 30 novembre 2012, dans le canton de Minova (Sud-Kivu) à la suite de leur retraite de Goma, après que la rébellion du Mouvement du 23 mars (M23) aient pris contrôle de la ville. En 2014, le procès s'est conclu par deux condamnations pour viol et une condamnation pour meurtre. Les autres soldats ont été innocentés ou condamnés pour des délits moins graves. Maud Jullien, qui travaille pour la BBC, a déclaré que le résultat était une grande déception pour les victimes, et les avocats des survivantes pensent que la décision aura pour effet de décourager les autres survivantes de se manifester.

## Réactions internationales et nationales

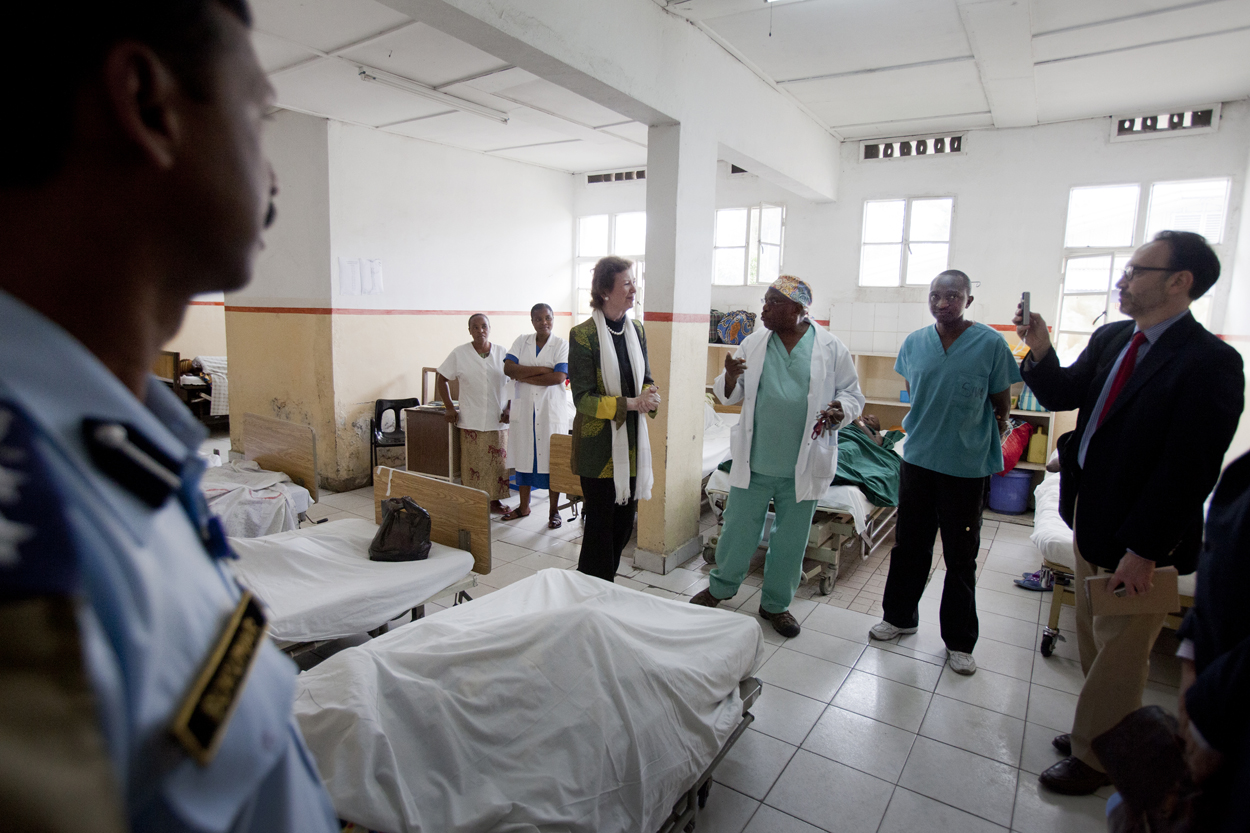
Mary Robinson, envoyée spéciale des Nations Unies pour la région des Grands Lacs, visite un hôpital de Goma où elle est guidée à travers la section Heal Africa qui aide les victimes de violences sexuelles.

Les Nations unies ont déclaré que la république démocratique du Congo (RDC) était l'épicentre de l'utilisation du viol comme arme de guerre, dans une étude concluant que 48 femmes y sont violées toutes les heures. En 2010 est publié un rapport de l'ONU sur les viols et autres crimes de guerre en RDC intitulé Projet Mapping. Le projet du Haut-Commissariat des Nations unies aux droits de l'homme dresse l'inventaire des violations les plus graves des droits de l’homme et du droit international humanitaire commises entre mars 1993 et juin 2003 en république démocratique du Congo,,,, mais ces exactions n'ont jamais été jugées, perpétuant, selon Denis Mukwege « la culture de l’impunité qui alimente les conflits » en RDC.
En 2009 Eve Ensler s'est rendue en RDC et, après avoir parlé aux survivantes de leur besoin d'un lieu de guérison, a proposé la création d'une « cité de la joie » (en anglais : City of joy). En 2011, V-Day, en association avec la Fondation Panzi (RDC), a ouvert la Cité de la Joie. Le centre est situé à Bukavu et traite 180 victimes de violences liées au genre par an,.
Leah Chishugi, une infirmière rescapée du génocide rwandais établie en Grande-Bretagne, s'est rendue en RDC. En découvrant les viols de masse qui étaient en cours, elle a commencé à documenter les témoignages des survivantes. En deux mois, elle a interrogé jusqu'à 500 survivantes d'agressions sexuelles. La plus jeune victime n'avait qu'un an, la plus âgée avait 90 ans et une victime, âgée de 14 ans, avait déjà accouché deux fois, après avoir été fécondée de force. Chishugi a fondé l'organisme de bienfaisance Tout est un avantage qui fait campagne au nom des survivantes des victimes de viol et d'autres violations des droits de l'homme pendant les conflits civils,.
En 1997, la doctoresse Rachel Kembe, avec cinq autres femmes professionnelles, a fondé l'Association nationale des mamans pour l'aide aux déshérités (ANAMAD). En 2007, le centre traitait 2 500 victimes de viol, mais Kembe a déclaré que leur nombre ne cesse de croître. L'ANAMAD a construit des logements pour jusqu'à 30 déplacées internes et leurs familles, mais dit qu'ils ont besoin de plus de financement car leurs ressources sont insuffisantes.

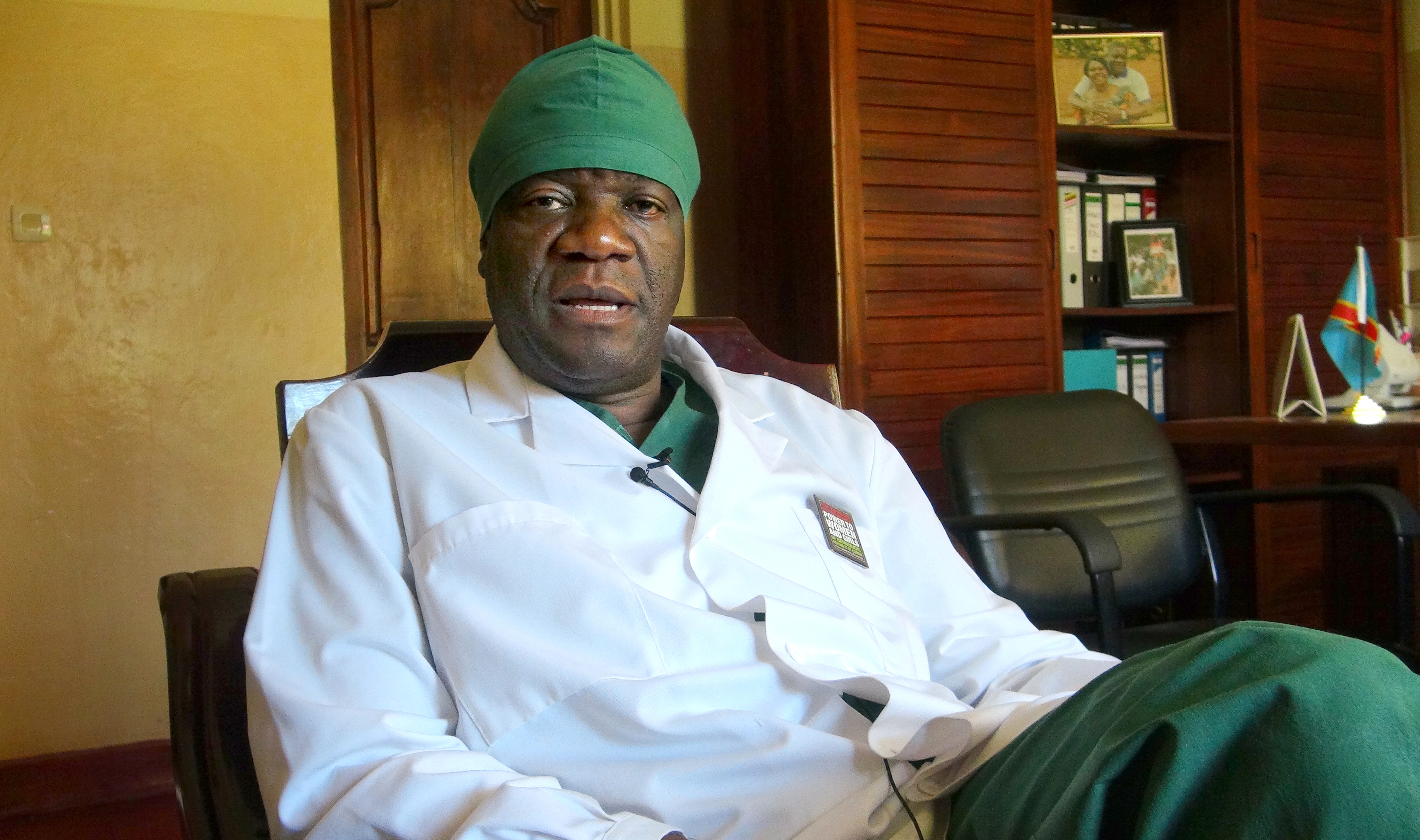
Denis Mukwege, un médecin spécialiste de la réparation chirurgicale des victimes de viols au Congo.

L'hôpital de Panzi, fondé en 1999 par le docteur Denis Mukwege, offre une assistance complète aux victimes de violences sexuelles,. En 2013, Denis Mukwege et ses collègues ont soigné environ 30 000 victimes de viol depuis le début des conflits. En 2018, ce sont près de 55 000 survivantes qui y ont été prises en charge depuis la création de l'hôpital. Le docteur Mukwge rapporte, entre autres exactions, que des femmes ont reçu des balles dans les parties génitales à la suite d'une agression et que d'autres ont reçu des produits chimiques sur leurs parties génitales à la suite de viols. Il pense que le recours au viol n'est pas uniquement un acte de guerre violent, mais une stratégie, très efficace, forçant les gens à fuir leurs maisons et leurs terres. En 2021, ce sont en moyenne quarante femmes par semaine victimes de violences sexuelles, en provenance des territoires du Nord-Kivu, du Sud-Kivu, et de l'Ituri, qui sont soignées dans l'hôpital de Panzi.
La réalisatrice de documentaires Fiona Lloyd-Davies (en) a publié Seeds of Hope lors du Sommet mondial pour mettre fin à la violence sexuelle dans les conflits,.

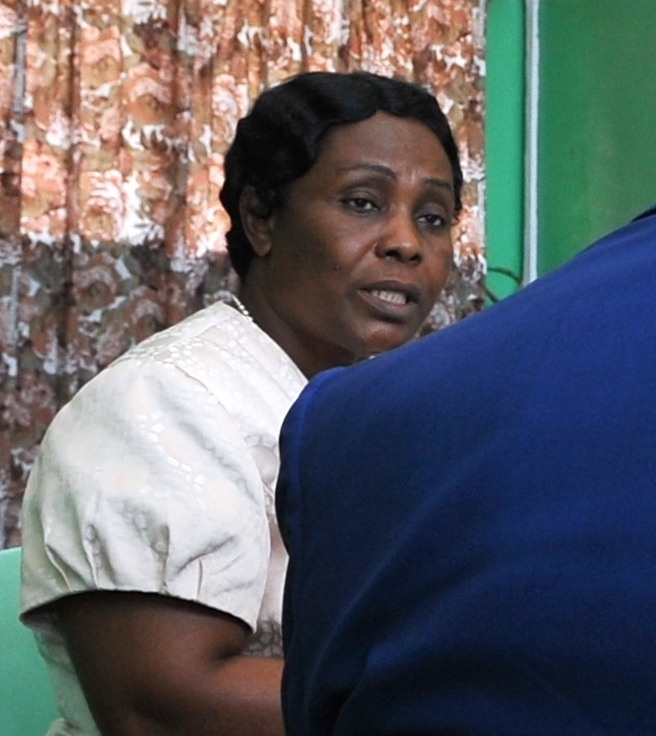
Julienne Lusenge à Kinshasa en 2014

Julienne Lusenge est une femme également engagée dans la dénonciation des viols comme arme de guerre au Congo. Elle a participé en 2000 à la création de l'association Solidarité Féminine pour la Paix et le Développement Intégral SOFEPADI,. L'association aide les victimes à déposer plainte et prodigue des soins dans la clinique Karibuni Wamama fondée à Bunia, ouverte en 2010, dans le Nord-Kivu. Lusenge est aussi intervenue en 2015 auprès du conseil de sécurité de l'ONU pour pousser la communauté internationale à s'engager dans la lutte contre les viols de guerre,.

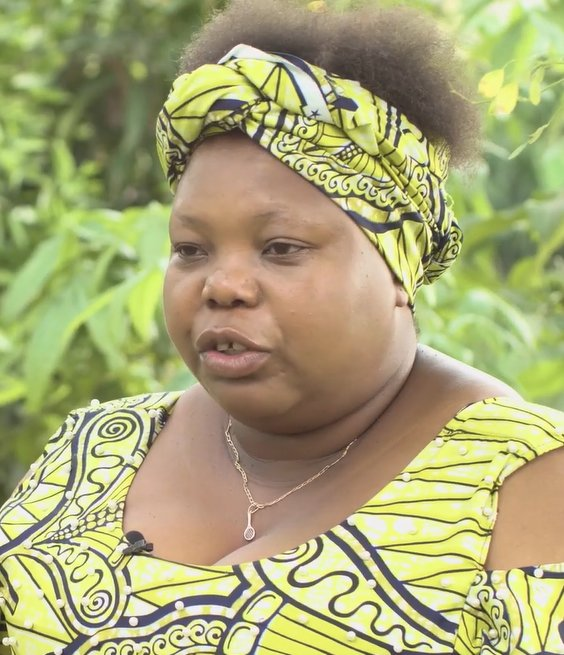
Tatiana Mukanire survivante et autrice du livre Au-delà de nos larmes, publié en 2021.

Tatiana Mukanire Bandalire publie en novembre 2021, aux éditions Des Femmes - Antoinette-Fouque, Au-delà de nos larmes, un récit de témoignage et de combat contre les violences sexuelles en temps de guerre tiré à 4 000 exemplaires. Elle s'engage aussi à travers le Projet Mapping.